# Tõnis Kint
Tõnis Kint, född 17 augusti 1896 i Taevere i dåvarande Guvernementet Livland, död 5 januari 1991 i Örnsköldsvik, var en estnisk agronom och politiker. Från 23 december 1970 till 1 mars 1990 var han premiärminister med presidentens uppgifter och statschef i Republiken Estlands exilregering. Han var dessförinnan exilregeringens jordbruksminister 1953-1963 och exilregeringens tillförordnade premiärminister 1963-1970. Kint efterträddes av Heinrich Mark som tillförordnad premiärminister 1970 och som statschef 1990.
Kint deltog i första världskriget i den ryska armén och blev därefter 1918 medlem av ett estländskt regemente, där han slogs för Estlands självständighet och tog avsked som löjtnant. Han studerade till agronom i Riga, Tartu och Köpenhamn, och var verksam som agronom och lantbruksadministratör i Estland. Han var ledamot av parlamentets underhus (Riigivolikogu) från 1938 till 1940. 1940 ställde han upp som oppositionskandidat i valet efter Sovjetunionens ockupation av Estland, men kommunistpartiet förbjöd hans kandidatur. Under den tyska ockupationen verkade han inom den estländska administrationen men avskedades. 1944 flydde han till Sverige och verkade i Sverige därefter som agronom och forskare på Sveriges lantbruksuniversitet, Stockholms länsstyrelse, Lantbrukarnas riksförbund och Jordbrukets utredningsinstitut, fram till pensionen 1975.